# 峨眉火绒草
峨眉火绒草（学名：Leontopodium omeiense）为菊科火绒草属的植物，是中国的特有植物。分布在中国大陆的四川等地，生长于海拔1,700米至2,400米的地区，多生于低山及亚高山山谷岩石上，目前尚未由人工引种栽培。